# 劇場版 假面騎士電王 老子我，誕生！
《劇場版 假面騎士電王 老子我，誕生！》，是日本特攝節目《假面騎士電王》的獨立劇場版。日本地區於2007年8月4日上映。
此外日本同步上映《獸拳戰隊激氣連者》劇場版《電影版 獸拳戰隊激氣連者 NEINEI!HOHO!香港大決戰》。

## 本作特色
- 本作為《假面騎士電王》第一部獨立劇場版作品。
- 本作的時間點位於《假面騎士電王》第27-28話之間。

## 故事概要
以奪取『神之列車』為目的的最強敵手「牙王」劫走了電列車了！！『神之列車』能行走比起電列車或零列車這類時光列車還要移動更長久時間的路線。這般獨一無二，不管幾千年還是幾萬年前都能到達的了，可以連接到任何的時間點的路線，幾乎可稱它為「神之路線」。而牙王所欲想要奪取的「神之列車」就是唯一可行走這條無與倫比「神之路線」的列車!也因此，電王與零神為了要阻止牙王的野心，跨越了恐龍時代、江戶時代等不同的時空。

## 用語
CLIMAX SCENE
指牙王劫持電列車與五個電王和牙王戰鬥的事件，導致良太郎的異魔人差點消失及攜帶洛斯出現的原因。
牙王烈車
原文：
又名「神之烈車」第一節車頭是暴龍頭造形由古代王者所創造出但因驚人的力量而從古至今都未奔馳過的烈車，能奔馳於「神之路線」上並且能統治一切的「神之烈車」具有刪除時間的能力。
在與電王及零神等人的決戰中被和零列車聯結的電光石火摧毀。
神之路線
原文：
於車長的口中揭露能行走比起電列車或零列車這類時光列車還要移動更長久時間的路線，這般獨一無二，不管幾千年還是幾萬年前都能到達的了，可以連接到任何的時間點的路線，幾乎可稱它為「神之路線」。

## 登場角色
野上良太郎（のがみ・りょうたろう） （佐藤健飾）
假面騎士電王 Plat Form的變身者。
桃太洛斯（關俊彥聲／台灣CV：陳彥鈞）
假面騎士電王 Sword Form的變身者。
浦太洛斯（遊佐浩二聲／台灣CV：賈文安）
假面騎士電王 Rod Form的變身者。
金太洛斯（寺杣昌紀聲／台灣CV：黃天佑）
假面騎士電王 Axe Form的變身者。
龍太洛斯（鈴村健一聲／台灣CV：江志倫）
假面騎士電王 Gun Form的變身者。
齊格（ジーク）(聲優:三木真一郎)
假面騎士電王 Wing Form的變身者。
本篇第23-24先行登場，於開頭電列車是前往2000年，並在那邊遇到等待約3年的齊格，且只有它有辦法在良太郎遺忘異魔人之時附身並變身。
櫻井侑斗（中村優一飾)
假面騎士Zeronos的變身者。
天津四（デネブ）(聲優:大塚芳忠)
假面騎士Zeronos Vega Form的變身者。

羽奈（白鳥百合子飾)
Den-Liner的乘客，自己所存在的時間被異魔人消滅，所以對異魔人有很強的敵意。
奈緒美（秋山莉奈飾)
於Den-Liner的餐車工作。
車長（石丸謙二郎飾)
Den-Liner的車主。
野上愛理（松本若菜飾)
良太郎的姐姐，咖啡店Milk Dipper（牛奶杓咖啡廳）的經營者。
尾崎正義（永田彬飾)
三流雜誌主編兼記者，愛理的追求者之一。
三浦一誠（上野亮飾)
他和尾崎一樣是追求愛理的人，他也是一位祈禱師。

### 本作登場人物
牙王(渡辺裕之飾)
假面騎士牙王的變身者，Gaoh-Liner的主人，想支配所有時間的男人。
本篇第25~27話先行登場CLIMAX SCENE就是因他而起，劫持Den-Liner並威脅車長帶他前往神之軌道，和五個電王(劍、杖、斧、槍、翼)與Zeronos決戰，最後被電王消滅。
小太郎（溝口琢矢飾)
2000年時空的良太郎，10歲。
加藤浩（松本実飾)
寶石強盜。
千姫（星野亜希飾)
戰國時代的公主。
真田幸村（陣内智則飾)
戰國時代的武將。
野上真一（佐々木征史飾)
野上姐弟的父親。
野上加世子（松井涼子飾)
野上姐弟的母親。

## 本作限定登場假面騎士/形態

### 牙王（Gaoh）
牙王 Gaoh Form『牙王模式』 199cm  97kg  100m只需3.3s  一跳即可223m  拳力20t  腿力17.9t
- 於本作劇場版及25~27話登場，頭部造型是鱷魚。
- 使用的武器為專用武器組件「牙王火車」變成的鋸，變身者本名就是牙王。
- 必殺技名為Tyrant Crash（專制直撞），是由武器與本體分離的遠程橫向斬擊，其力量遠遠淩駕于電王Sword Form的必殺技Extreme Slash（極限斬擊）之上，並且一次擊倒了電王的基本四形態。

### 電王（Den-O）
| 本作登場限定型態型態 | | |                                  | | |
| 型態名稱             | 簡介 | 外觀 | 能力                             | 必殺技 | 備注 |
| Wing Form 羽翼形態   | 於本篇第24話先行登場，齊格召喚羽翼腰帶後，被召喚的羽翼腰帶會先旋繞後並戴於腰上。隨後將騎士護照刷過羽翼驅動器後，變身裝置會直接嵌上水色戰甲， 身高：193cm 體重：90kg 拳擊力：4t 腳踢力：8t 跳躍力：一跳達50m 行動速度：100m需3.8秒 | 身體底色從黑色改為金色，正面和背面看似劍王型態，不過胸甲變為白色，背部則是黑與灰。肩甲並非只有半邊，而是完整包覆前後肩，邊緣狀似羽翼。電假面是天鵝型，變型時鳥首收入內部，由翅膀形成面甲。 | 以齊格為主體，武器為短斧及回力標 | Royal Smash（皇族斬擊） 經完全充填(Full Charge)後，將回力標拋出後，將短斧擲向敵人，把短斧從敵人身上拔出後，由回力標從敵人後方給敵人最後一擊。若要一次對付大量敵人則是同時投擲兩樣武器大範圍掃蕩對手。 | 變身時會有羽毛飄落。 嚴格來說，羽翼電王是一個獨立的假面騎士，其原因為使用的腰帶並非電王腰帶，而是羽翼電王腰帶。除此之外，羽翼電王的體色為金色，有別於其餘電王型態的黑色。 |

## 本作登場道具
牙王腰帶(Gaoh Belt)
牙王的變身腰帶。
金色護照(Rider Pass)
牙王從車長那裡奪走的騎士護照。使用法為在牙王腰帶上掃過。
ガオウガッシャー(GaohGasher)
牙王所使用的武器。

## 本作登場電車

#### 牙王列車（Gaoh-Liner）
由古代王創造，第一節車頭是暴龍頭造形，具有刪除時間的能力。
被和零列車聯結的電光石火摧毀。

## 製作人員
1. ↑  第25～28話